# Evangelische Pfarrkirche Kirchdorf an der Krems

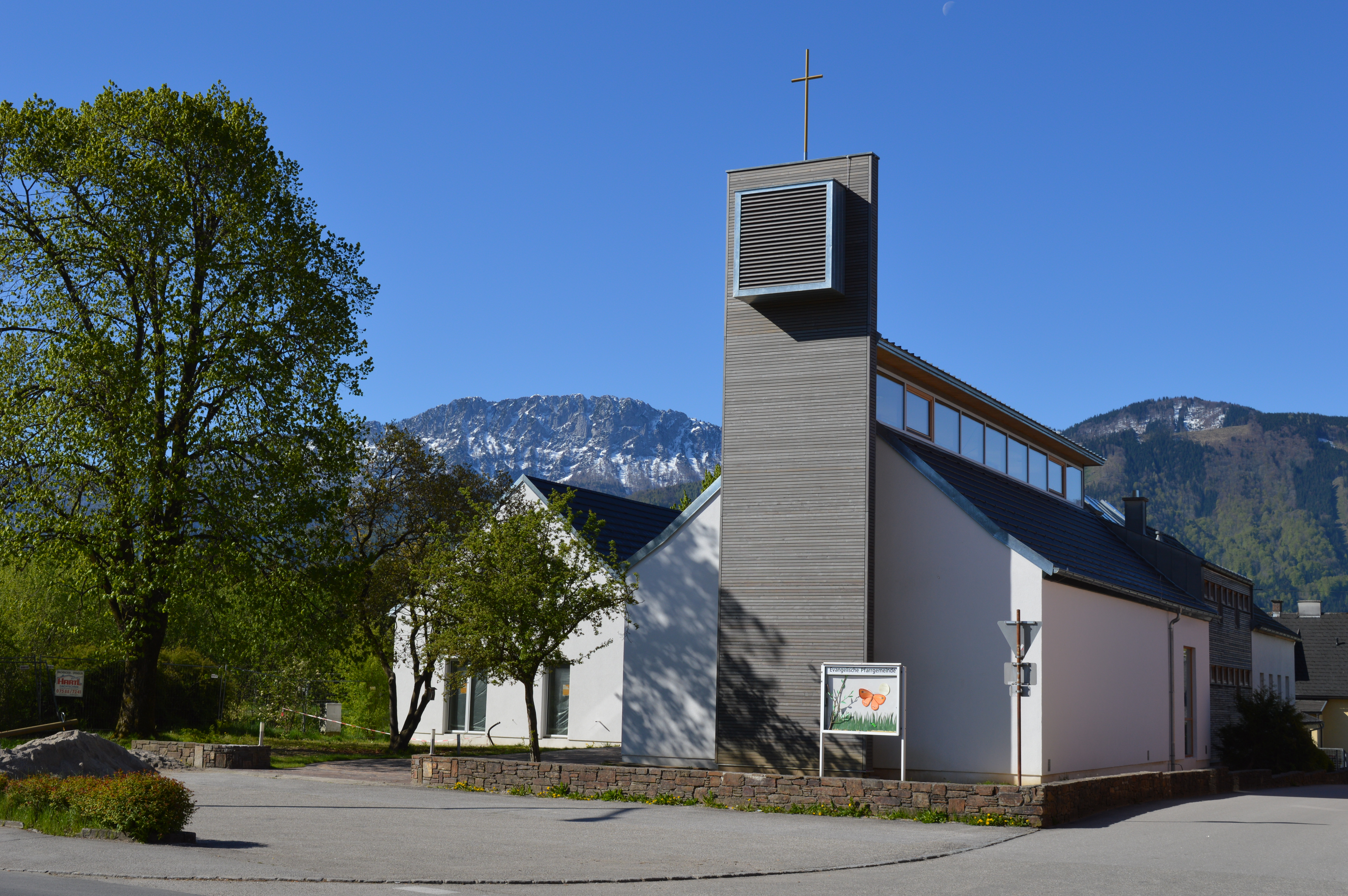
Evangelische Pfarrkirche A.B. Kirchdorf a.d. Krems. Ansicht von der Steiermärker Straße (B 138)

Die Evangelische Pfarrkirche Kirchdorf an der Krems befindet sich in der Gemeinde Kirchdorf an der Krems im Bezirk Kirchdorf.
Der Sakralbau wurde 1956 eingeweiht. Die Kirche ist eine Pfarrkirche der Evangelischen Kirche A.B. in Österreich und gehört zur Evangelischen Superintendentur Oberösterreich. Die evangelische Kirche von Kirchdorf stand bis 2013 unter Denkmalschutz, wurde im Zuge der Generalsanierung jedoch aus der Verordnung entlassen (Listeneintrag). Die Kirche ist auch unter der Bezeichnung Zum guten Hirten bekannt.

## Die evangelische Pfarrkirche
Die Pfarrkirche Kirchdorf, der Gemeindesaal und die angeschlossene Pfarrerwohnung wurde in den 1950er Jahren erbaut. An den Arbeiten waren auch über 120 junge Christen aus 16 Nationen beteiligt, die im Rahmen eines Aufbaulagers („work camp“) die Errichtung der Kirche unterstützten. Die Einweihung erfolgte am 14. Oktober 1956 durch Superintendent Wilhelm Mensing-Braun.
Ab Jänner 2015 begann die Generalsanierung von Kirche und Pfarrhof. Es wurde bis Mitte 2016 die Inneneinrichtung und die Außenseite vollständig erneuert, insbesondere der Glockenturm und der Dachstuhl. Der früher an der Außenwand befindliche „Gute Hirte“ ist jetzt nicht mehr ersichtlich. Die evangelische Pfarrkirche steht in der Stadt Kirchdorf direkt an der B 138 Pyhrnpass Straße.

## Geschichte der evangelischen Pfarrgemeinde
Im Raum Kirchdorf übte bereits von 1525 bis 1527 ein evangelischer Prediger seine Tätigkeit aus. Vom oberösterreichischen Adelsgeschlecht der Jörger von Tollet erhielt ein Freund Martin Luthers, der Reformator Michael Stifel (auch: Michael Styfel), den Auftrag zu predigen. Die in Micheldorf gelegene Burg Altpernstein erinnert mit der über dem Burgtor befindlichen Prädikantenstube daran. In den 1550er Jahren war die überwiegende Mehrheit der Bevölkerung evangelisch. Im November 1583 verstarb der lutherische Pfarrer von Kirchdorf Matthäus Hofmandl, der die heutige katholische Stadtpfarrkirche Kirchdorf an der Krems als evangelische Pfarrkirche nutzte. Sein Grabstein hat die Jahrhunderte überdauert und fand neben der jetzigen evangelischen Kirche aus der Nachkriegszeit eine neue Bleibe. Als steinernes Denkmal aus Marmor mit lateinischer Inschrift dokumentiert er die Kontinuität der Gemeinde zur Reformationsgeschichte.
Im Zuge der Gegenreformation verschlechterte sich die politische Lage für die Protestanten zusehends, trotzdem konnte noch 1618 die evangelische Bergkirche Klaus geweiht werden. Nach dem Oberösterreichischen Bauernkrieg von 1626 hörte die offizielle ständische Kirchenstruktur jedoch praktisch zu bestehen auf. Die lutherische Lehre wurde in den Untergrund gedrängt und lebte daher als Geheimprotestantismus fort. Im Oktober 1781 wurde durch Kaiser Joseph II. das Toleranzpatent verkündet, in Österreich endet damit die Zeit des Kryptoprotestantismus. Voraussetzung für ein Bethaus waren zumindest 100 Familien oder 500 Einzelpersonen, welche sich als Evangelisch bekannten. Im Zeitraum bis 1795 wurden in Österreich 48 „Toleranzgemeinden“ errichtet. Für das Gebiet zwischen Wels und Spital am Pyhrn erfolgte die Seelsorge im Wesentlichen durch die 1783 gegründete Toleranzgemeinde Neukematen.

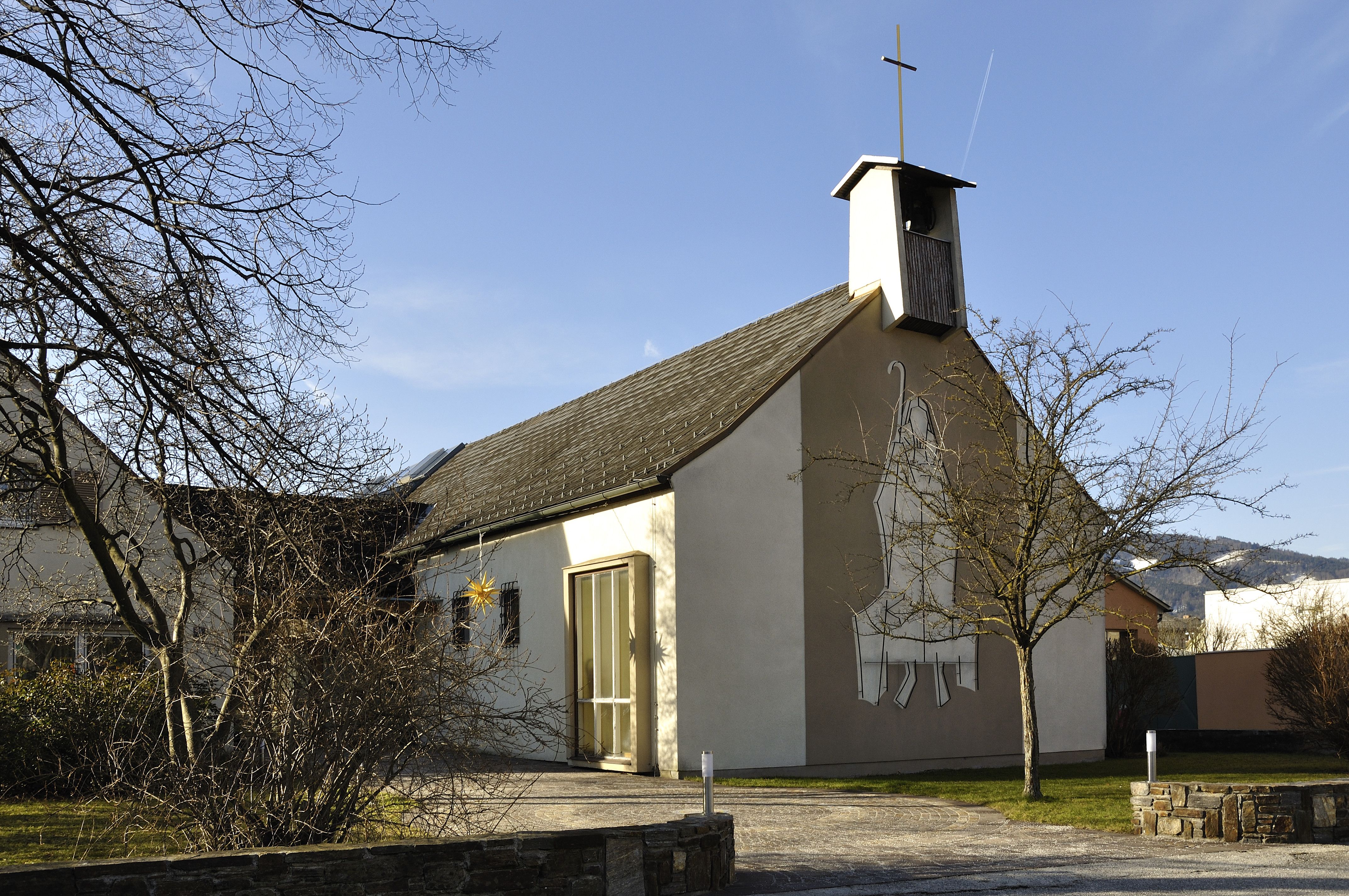
Ansicht vor Sanierung (2012)

Seit etwa 1890 siedelten sich im Zuge der Errichtung der Pyhrnbahn wieder vermehrt evangelische Familien im Bezirk an. Einen starken Anstieg verzeichneten die evangelischen Christen in den Kriegsjahren 1944/45 durch die deutschsprachigen Flüchtlinge aus Südosteuropa. Am 1. September 1950 kam Pfarrer Erich Schneider aus Siebenbürgen ins Lager Spital am Pyhrn, der den Aufbau einer Seelsorge maßgeblich vorantrieb. Seit 1951 verfügt der Ort Windischgarsten über eine evangelische Kirche, Kirchdorf erhielt 1956 einen Sakralbau.
Im Jahr 1957 erfolgte die kirchenrechtliche Herauslösung aus der Gemeinde Neukematen und die Gründung der Evangelischen Pfarrgemeinde A.B. Kirchdorf–Windischgarsten. Sitz des Pfarramtes ist Kirchdorf, der Standort Windischgarsten wird als Tochtergemeinde geführt. Das im Pfarrsprengel befindliche Schloss Klaus beheimatet seit 1963 die evangelisch-kirchlich anerkannte „Missionsgemeinschaft der Fackelträger“. Diese baute das Schloss zu einem internationalen Jugendfreizeitheim und Bildungshaus aus, und unterstützt darüber hinaus die Pfarrgemeinde Kirchdorf in vielen Bereichen ehrenamtlich. 1980 wurde unter dem Namen "Diakonie in der Gemeinde (DIG)" eine Arbeit für Menschen mit Beeinträchtigung in der Region gegründet, die als diakonischer Arbeitszweig von Schloss Klaus in guter Verbindung zur Evangelischen Pfarrgemeinde an mittlerweile vier Standorten tätig ist. Am Adelsmayrhof in der Nähe von Ried im Traunkreis wurde 1988 eine Sozialpsychiatrische Wohngemeinschaft vom Verein "Leben mit Zukunft" gegründet, seit 2012 ist diese Betreuungseinrichtung organisatorisch in den Verein "Diakonie in der Gemeinde" integriert.
Zum Festakt anlässlich des 50-jährigen Jubiläums von Schloss Klaus (1963–2013) kamen unter anderem der evangelische Bischof von Österreich Michael Bünker, der oberösterreichische Superintendent Gerold Lehner sowie der Direktor der Diakonie Österreich Michael Chalupka nach Kirchdorf. Ab 2015 wurde die Kirchdorfer Pfarrkirche generalsaniert.

## Evangelische Einrichtungen im Bezirk Kirchdorf
Die Evangelische Pfarrgemeinde A.B. Kirchdorf-Windischgarsten verfügt über die Pfarrkirche in der Bezirkshauptstadt Kirchdorf an der Krems und über die Evangelische Kirche Windischgarsten der Tochtergemeinde Windischgarsten. Weitere Gottesdienste werden bei Bedarf in den Bezirksaltenheimen und in der Predigtstelle Hinterstoder abgehalten. Sitz des evangelischen Pfarramtes ist Kirchdorf.
Der Verein Schloss Klaus – Diakonie in der Gemeinde (DIG) ist ordentliches Mitglied der Diakonie Österreich. Unter der Abkürzung DIG führt der Verein diakonische Arbeit für beeinträchtigte Menschen durch. Am Standort Windischgarsten werden eine Tagesheimstätte, ein Wohnhaus und ein Verkaufsladen betrieben, in Kirchdorf befindet sich eine zweite Tagesheimstätte. Der Adelsmayrhof in Ried im Traunkreis ist ein renovierter Vierkanthof, der als Sozialpsychiatrische Wohngemeinschaft mit integrierter Tagesstruktur Verwendung findet. Insgesamt sind knapp 90 Betreuungsplätze verfügbar.
Der evangelisch-kirchliche Verein Missionsgemeinschaft der Fackelträger – Schloss Klaus betreibt das rund 150 Gästebetten umfassende Schloss Klaus in Klaus an der Pyhrnbahn als internationales christliches Freizeitzentrum. Das Schloss wird auch für die Vorbereitung auf die Konfirmation und die Firmung (Konfi- und Firmfreizeiten) verwendet. Bibelschulen und Tagungen werden von der Fackelträger-Bewegung ebenfalls angeboten.